# Eufemia (imię)
Eufemia – imię żeńskie pochodzenia greckiego. Złożone jest z elementów εὐ- („dobry”) i φήμη („wróżba”), i oznacza „dobrze wróżąca”, „pomyślnie wróżąca”, „przychylna”. W Polsce imię to zanotowano w XIII wieku. Nosiły je m.in. księżniczki piastowskie. Imię zdrabniano jako Ofka.
Eufemia imieniny obchodzi 19 stycznia, 20 marca, 3 września, 13 września, 16 września i 25 grudnia.
Męski odpowiednik: Eufemiusz.

## Osoby o tym imieniu
- św. Eufemia z Chalcedonu (III-IV wiek), święta katolicka i prawosławna, męczennica;
- Aelia Eufemia (V wiek), córka cesarza Marcjana;
- Eufemia (zm. przed 527), żona cesarza Justyna I;
- Eufemia ziębicka (1370/85–1447), córka Bolka III Ziębickiego, żona hrabiego Fryderyka III z Oettingen;
- Eufemia bytomska (1350/52–1411), córka księcia Bolesława bytomskiego, żona Bolka III Ziębickiego;
- Eufemia z Ross (zm. 1386), królowa Szkocji;
- Eufemia głogowska (ok. 1253–ok. 1275), córka Konrada I głogowskiego, żona hrabiego Gorycji Albrechta II;
- Eufemia halicka (zm. 1384), córka księcia Jerzego I Halickiego, żona księcia Lubarta;
- Eufemia kujawska (zm. 1308), córka Kazimierza Kujawskiego, żona księcia Jerzego I Halickiego;
- Eufemia legnicka (1278/83–1347), córka Henryka V Brzuchatego, żona księcia karynckiego Ottona III
- Eufemia mazowiecka (1344/57–1418/24), córka Siemowita III mazowieckiego, druga żona księcia opolskiego Władysława Opolczyka;
- Eufemia mazowiecka (1395/1398–1447), księżniczka mazowiecka, księżna cieszyńska, córka Siemowita IV mazowieckiego, żona Bolesława I cieszyńskiego;
- Eufemia mazowiecka (1415/18–1436), córka Bolesława Januszowica, żona księcia Michajłuszki;
- Eufemia mazowiecka (ok. 1310–po 1373), córka księcia czerskiego Trojdena, żona księcia cieszyńskiego Kazimierza I;
- Eufemia Odonicówna (zm. po 1281), księżniczka wielkopolska, księżna opolsko-raciborska, żona Władysława opolskiego;
- Eufemia pomorska (ok. 1285–1330), córka Bogusława IV, królowa Danii;
- Eufemia Przemysłówna (1253–1298), księżniczka wielkopolska, klaryska wrocławska;
- Eufemia raciborska (ok. 1299–1359), dominikanka w Raciborzu, córka księcia Przemysława raciborskiego;
- Eufemia Radziwiłłówna (1598–1658), ksieni benedyktynek w Nieświeżu;
- Eufemia von Adlersfeld-Ballestrem (1854–1941), hrabina, pisarka.
- Eufemia węgierska (zm. 1111), córka króla Węgier Andrzeja I, żona księcia morawskiego Ottona I Pięknego;
- Eufemia Włodzimierzówna (zm. 1139), córka Włodzimierza II Monomacha, żona króla węgierskiego Kolomana;
- Eufemia wrocławska (1312/13–po 1384), córka Henryka VI, żona Bolesława Pierworodnego;
- Eufemia bytomska (ok. 1312–1367/78), córka Władysława bytomskiego, żona księcia śląskiego Konrada I oleśnickiego;
- Eufemia inowrocławska (XIII wiek), zmarła w dzieciństwie córka Siemomysła inowrocławskiego;
- Eufemia oleśnicka (zm. 1420), córka Konrada III Starego, żona elektora saskiego Albrechta III;
- Eufemia opawska (zm. przed 1365), córka Mikołaja II Opawskiego, żona Siemowita III mazowieckiego;
- Eufemia opolska (zm. przed 1408), córka księcia opolskiego Władysława Opolczyka;
- Eufemia pomorska (ok. 1260–1317), córka Mściwoja II Pomorskiego, żona Adolfa von Holstein;
- Eufemia pomorska (po 1220–1270), córka księcia pomorskiego Świętopełka II Wielkiego, żona księcia rugijskiego Jaromara II;
- Eufemia pomorska (przed 1254–1296/1309), córka Sambora II Tczewskiego, żona Bolesława II Rogatki;
- Eufemia rugijska (ok. 1289–1312), córka Wisława II, żona króla norweskiego Haakona V;